# Burg Solotyj Potik
Die Ruine der Burg Solotyj Potik (ukrainisch Замок у Золотому Потоці Samok u Solotomu Potozi/Золотопотіцький замок Solotopotiz'kyj samok) befindet sich die in der damaligen polnischen Stadt Potok Złoty und heutigen Siedlung städtischen Typs Solotyj Potik im Westen der Ukraine.
Die modernen Ruinen, die man sehen kann, wurden in den 1610–1620er Jahren auf Initiative von Maria Amalia Mohylanka (Cousine von Petro Mohyla, Metropolit von Kiew, Galizien und der gesamten Rus) und ihrem Mann Stefan Potocki (Magnat, Woiwode und Starost) gebaut. Die Burg wurde von den Türken 1672 belagert.